# EncroChat
EncroChat是一家位于欧洲的被用於非法活動的電信網絡，其包括硬體、作業系統、軟體、資料傳輸與伺服器。
EncroChat的用戶端是裝有加密傳訊程式的Android手機，EncroChat用戶透過EncroChat的伺服器傳送訊息。而用戶的Android手機系統是EncroChat開發的定製版Android系統EncroChat OS。EncroChat的伺服器位於法國。
2017年，法國司法機關發現EncroChat手機被一些有組織的罪犯用來當作加密通訊工具。2020年3月至2020年6月，多國警方對其進行深入調查。同年6月12日至13日，在警方的搗毀下EncroChat停止運作。
EncroChat被关闭时大约有60,000名訂閱用戶。截至2020年7月7日，全欧洲至少有800人被捕，19個合成毒品實驗室被查獲，9,200公斤的毒品、武器以及2,000萬歐元的現金被扣押。    